# Krokos

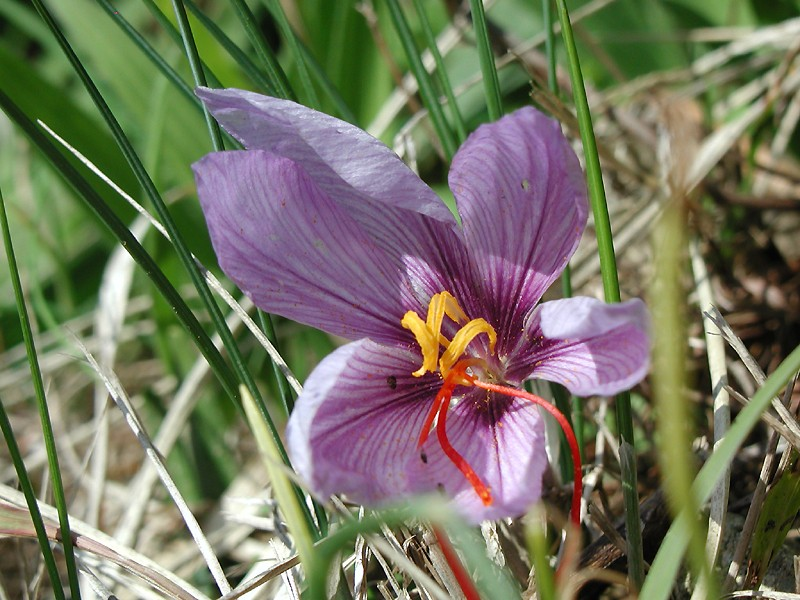
Saffron crocus

Krokos görög kisváros, 5 km-re délre Kozánitól. Elimeia önkormányzatának székhelye, amely népszavazás eredményeként csatlakozott Kozáni önkormányzatához 2006 szeptemberében. Lakosainak száma 3000.
Krokos a világ egyik legerősebb és legértékesebb görög-macedón sáfránytermőhelyeként ismert. A sáfrányt fűszernövényként főzéshez használják. Krokos = „a sáfrány virága” görögül, egyéb nyelveken crocos.
Az itt termelt és a városról elnevezett sáfrány nagy részét Európába, USA-ba és Kanadába exportálják.